# Ulica Swobodna we Wrocławiu
Ulica Swobodna (do 1945 – Sadowastraße) – jedna z głównych ulic we wrocławskiej byłej dzielnicy Krzyki, równoległa do nasypu kolejowego na zachód od dworca Wrocław Główny. Rozpoczyna się od skrzyżowania z ul. Borowską (przedłużenie ul. Suchej), a kończy na skrzyżowaniu z ul. Stysia – kontynuacją jest ul. Owsiana.

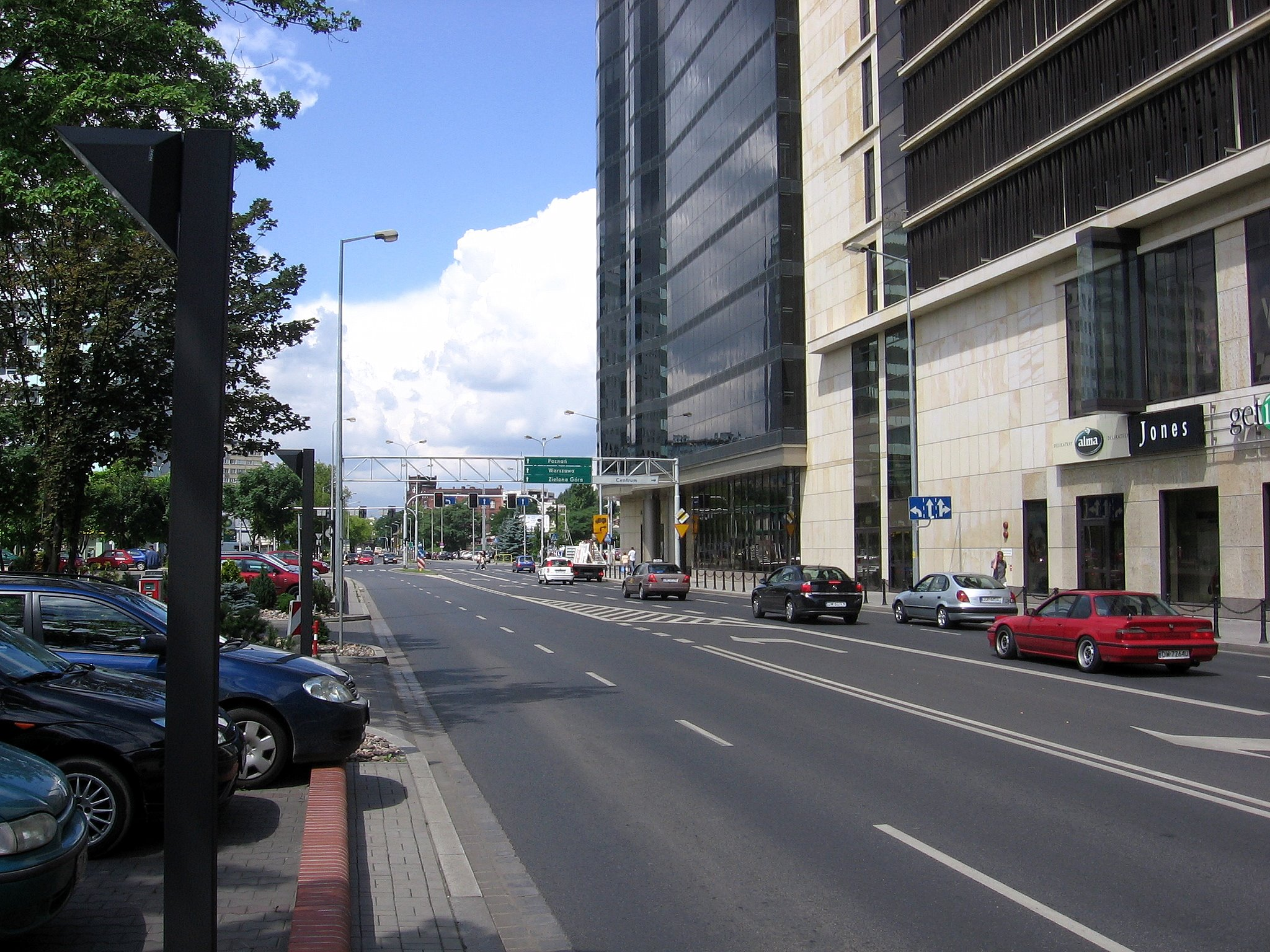
ul. Swobodna przy Arkadach Wrocławskich (z prawej)

Do połowy XIX wieku rolę równoleżnikowego łącznika komunikacyjnego wzdłuż południowej granicy miasta (na Schweidnitzer Vorstadt – Przedmieściu Świdnickim) pełniła droga, pokrywająca się w przybliżeniu z przebiegiem dzisiejszej ulicy Nasypowej i ulicy Wojciecha Bogusławskiego; później wydłużono ją jeszcze dalej na zachód o odcinek dziś noszący nazwę ul. Kolejowej i całość nazwana została Friedrichstraße. Wprowadzenie jednak do miasta komunikacji kolejowej i wytyczenie linii kolejowej bezpośrednio przy Friedrichstraße spowodowało jej degradację i konieczność przewidzenia w regulacjach urbanistycznych dodatkowej drogi, która mogłaby przejąć drogowe obciążenia transportowe w tym rejonie. W planach z 1856 przewidziano taką potrzebę i między 1863 a 1887 nową drogę – w czterech odcinkach – wytyczono około 120 metrów na południe od ul. Nasypowej i biegnącej przy niej linii kolejowej. Początkowo nowa Sadowastraße łączyła jedynie Kleinburgerstraße (ob. ul. Powstańców Śląskich, przedłużenie Świdnickiej) z Bohrauerstraße (ob. ul. Borowska) i dalej ze Strehlener Chaussee („Szosa Strzelińska”, ob. ul. Hubska).
Na przełomie lat 60. i 70. XIX wieku nastąpiła korekta przebiegu linii kolejowej – odcinek torów, który biegł w śladzie dzisiejszej ulicy Kolejowej, wyniesiono na nasyp i odchylono w kierunku południowym, przez co przyszłe przedłużenie Sadowastraße w stronę zachodnią możliwe było tylko do skrzyżowania z Gabitzstraße (ob. ul. Stysia). W latach 80. dokonano tego przedłużenia, przecinając Höfchenstraße (ob. ul. Zielińskiego), na rogu której w 1887 stanął budynek szkoły elementarnej wg projektu Richarda Plüddemanna i Roberta Mendego.
W 1920 wschodni odcinek ulicy, biegnący obok Pól Stawowych, przemianowano na An den Teichäckern („Przy Polach Stawowych”); w tym samym okresie dodano biegnący tuż przy kolejowym nasypie łącznik pomiędzy zachodnim końcem ulicy a Hohenzollernstraße (ob. ul. Zaporoska), który nazwano Götzenstraße (ob. ul. Owsiana).
Oblężenie Festung Breslau obróciło w ruinę niemal wszystkie budynki przy tej ulicy – w stopniu nadającym się do odbudowy zachowały się jedynie wcześniej wspomniany budynek szkoły elementarnej oraz budynek opieki społecznej na rogu Powstańców Śląskich (zaprojektowany przez Klimma i Plüddemana, oddany do użytku w 1909). Po odbudowie mieścił się tu Elektromontaż. W 2004 budynek zburzono i na jego miejscu wybudowano „Arkady Wrocławskie”.
W latach 1981–1988 w okolicach skrzyżowania ulic Swobodnej i Wincentego Stysia na miejscu rozebranego dawnego domu klasztornego wzniesiono nowe zabudowania parafii św. Ignacego Loyoli.
19 sierpnia 2008 r. miał miejsce wielki pożar kompleksu baraków zlokalizowanego od kilkudziesięciu lat na odcinku pomiędzy ulicami Powstańców Śląskich a Tadeusza Zielińskiego, mieszczącego różne firmy i archiwa. Budowla spłonęła doszczętnie.
W 2008 przy skrzyżowaniu z ul. Powstańców Śląskich wybudowano biurowiec „Globis”.
W latach 2011–2013 po północnej stronie ulicy, na odcinku między ulicami Borowską a Komandorską, wzniesiono kolejny kompleks biurowy – składający się z dwóch siedmiokondygnacyjnych budynków „Aquarius Business House”.
13 lipca 2013 roku przy ul. Swobodnej 37 oddano do użytku „Pasaż Zielińskiego” – dom handlowy, do którego przeniesiono większość stoisk ze zlikwidowanego targowiska u zbiegu ulic Zielińskiego i Kolejowej; parking obsługujący ten pasaż znajduje się na miejscu baraków strawionych pożarem kilka lat wcześniej.